# Voordorp (Utrecht)
Voordorp is een buurt van de wijk 'Noordoost' in Utrecht, de hoofdstad van de Nederlandse provincie Utrecht. De buurt werd gebouwd in de jaren negentig en was de laatste grotere stadsuitbreiding voor de bouw van Leidsche Rijn. Het grondgebied waar nu de wijk ligt had oorspronkelijk een bestemming voor onder meer volkstuinen en sportvelden en ligt ingeklemd tussen de spoorlijnen Utrecht - Amersfoort, Utrecht Maliebaan - Hilversum en de autosnelweg A27. In het zuiden grenst de buurt aan het terrein van de voormalige Utrechtse veemarkt.
Het is een compacte buurt van rond de 1600 woningen met een diversiteit aan bewoners: jonge gezinnen, ouderen, huurders en kopers. Voordorp is met veel aandacht voor detaillering, variatie en (mediterraan) kleurgebruik vormgegeven door architect Theo Bosch, die hiervoor de Rietveldprijs voor architectuur ontving.
In Voordorp zijn achttien straten vernoemd naar internationaal bekende vrijheidsstrijders: David Ben Goerion, Steve Biko, Simón Bolívar, Habib Bourguiba, Pedro Luis Brión, Raden Adjeng Kartini, Samora Machel, Pál Maléter, Tomáš Masaryk, Andrej Sacharov, Pablo Neruda, Agostinho Neto, Kemal Atatürk, Che Guevara, Chico Mendes, Aartsbisschop Romero, Augusto César Sandino en Tula.
De veemarkt is in 2012 gesloten en gesloopt. Op het terrein zijn woningen gekomen waarmee Voordorp werd uitgebreid.
Volgens een meting van het Sociaal en Cultureel Planbureau (SCP) is Voordorp de beste buurt van de grote steden in Nederland. Bij het onderzoek speelden gegevens over winkels, huisartsen en scholen een rol, maar ook aspecten als geluidshinder, vernieling en vervuiling.
U-OV lijn 4 geeft de wijk een verbinding met het centrum.
Huizingabuurt · Lauwerecht · Staatsliedenbuurt · Tuindorp · Tuindorp-Oost · Tuinwijk-Oost · Tuinwijk-West · Veemarkt · Vogelenbuurt · Voordorp · Wittevrouwen · Zeeheldenbuurt